# Sàhara Francès
El Sàhara Francès fou la denominació habitual d'un territori organitzat per França en un intent de mantenir el seu control sobre el Sàhara a Algèria, on estava realitzant les proves nuclears.
L'embrió cal buscar-lo el 1902 quan el 24 de desembre es van unir administrativament sis districtes per formar els "Territoris del sud" després dividits (14 d'agost de 1905) en quatre territoris: Aïn Sefra, Ghardaia, Oasis, i Tuggurt (escrit en francès Touggourt).
Amb l'increment de les accions guerrilleres a Algèria (la guerra havia començat el 1954), el govern francès va reorganitzar l'administració al Sàhara i va unir els quatre territoris en l'anomenada Organització Comuna de les Regions Saharianes coneguda com a Sàhara Francès (10 de gener de 1957) sota l'autoritat d'un ministre resident a París; sota aquest òrgan es va reorganitzar l'administració i el 7 d'agost de 1957 es van crear dos departaments francesos: Saoura (antic territori d'Aïn Sefra) i Oasis (antics territoris de Ghardaia, Oasis i Touggourt).
França va haver d'acceptar finalment la sobirania algeriana a la zona (19 de març de 1962) i va transferir formalment el territori a la nova república d'Algèria el 3 de juliol de 1962 però els acords d'Evian preveien (en una clàusula secreta) la utilització d'algunes bases per l'exèrcit francès, al Sàhara per cinc anys i a Mars al-Kebir per quinze. La primera prova nuclear francesa coneguda com a "Gerboise bleue" s'havia fet 13 de febrer de 1960, i després en van seguir altres entre l'1 d'abril de 1960 i el 25 d'abril de 1961. Aquestes proves van provocar protestes internacionals. Les experiències nuclears subterrànies van començar el novembre de 1961 i van durar fins al febrer de 1966 (en total tretze proves fetes a In Ekker a 150 km al nord de Tamanrasset, entre el 7 de novembre de 1961 i el 16 de febrer de 1966); finalment l'1 de juliol de 1967 totes les instal·lacions franceses foren evacuades.

## Ministres per al Sàhara
- Max Lejeune (1909-1995, 1r cop) 13 de juny de 1957 a 14 de maig de 1958
- Édouard Corniglion-Molinier (1899-1960) 14 de maig de 1958 a 1 de juny de 1958
- Max Lejeune (2nd cop) 3 de juny de 1958 a 8 de gener de 1959
- Robert Lecourt (1908-2004) 5 de febrer de 1960 a 24 d'agost de 1961
- Louis Jacquinot (1898-1993) 24 d'agost de 1961 a 15 d'abril de 1962